# 1967年バスケットボール世界選手権
1967年バスケットボール世界選手権（FIBA World Championship 1967）は、1967年5月27日から6月11日まで、ウルグアイのモンテビデオで開催されたバスケットボールの国際大会である。今大会より優勝国にネイスミス・トロフィーが贈呈されている。
前大会に続き日本が連続出場。前回より順位を上げて11位となった。ソビエトが初優勝を果たした。

## 最終順位
| 1967年世界選手権 優勝国: |
| ------------------------ |
| ソビエト連邦             |

| 順位 | 国             |
| ---- | -------------- |
| 2    | ユーゴスラビア |
| 3    | ブラジル       |
| 4    | アメリカ合衆国 |
| 5    | ポーランド     |
| 6    | アルゼンチン   |
| 7    | ウルグアイ     |
| 8    | メキシコ       |
| 9    | イタリア       |
| 10   | ペルー         |
| 11   | 日本           |
| 12   | プエルトリコ   |
| 13   | パラグアイ     |